# Giovanni Chacón
Fidel Jeobani "Giovanni" Chacón Skiner (10 februari 1980) is een Colombiaans wielrenner die anno 2011 uitkomt voor Gw Shimano–Chec Edeq–Envía. Hij reed in het verleden anderhalf seizoen voor Colombia-Selle Italia.
In 2002 behaalde hij zijn eerste professionele overwinning: een etappe in de Ronde van Táchira. Datzelfde jaar won hij ook nog een etappe in de Clásico RCN, en een proloog en etappe in de Ronde van Senegal. In 2007 werd hij verrassend Colombiaans kampioen op de weg bij de elite, waarmee hij zijn professionele carrière kort een nieuwe boost gaf. Na dat seizoen wist hij echter geen professionele ploeg meer te vinden, waardoor hij nu weer op amateurbasis koerst.

## Belangrijkste overwinningen
2002
- 10e etappe Ronde van Táchira
- 5e etappe Clásico RCN
- Proloog Ronde van Senegal
- 5e etappe Ronde van Senegal

2003
- 2e etappe Ronde van Guatemala

2005
- 3e etappe Ronde van Cauca
- 1e etappe Ronde van Fusagasugá
- 2e etappe GP Mercanapro
- Clásica Rafael Mora Vidal (A-rit)
- 1e etappe Ronde van Portugal

2007
- Colombiaans kampioenschap op de weg, elite

2009
- Proloog Ronde van Colombia
- Clásica Rafael Mora Vidal (B-rit)
- 3e etappe Clásico RCN

2010
- Clásica Rafael Mora Vidal (A-rit)

## Grote rondes
Geen